# 28 Thousand Days
"28 Thousand Days" é uma canção da artista e compositora americana Alicia Keys. A música foi apresentada em um comercial da Levi's para a nova Coleção Jeans Feminina, na qual a cantora fez uma aparição.

## Performances ao Vivo
Keys performou a música no Apple Music Festival, em Londres, em 20 de setembro de 2016., durante o concerto especial Here in Times Square em 3 de Novembro de 2016, na 7ª edição do Rock In Rio em 17 de setembro de 2017. e no Dubai International Jazz Festival em 23 de Fevereiro de 2019.

## Desempenho nas tabelas musicais

### Posições
| Tabela musical (2019)                                | Melhor posição |
| ---------------------------------------------------- | -------------- |
| Estados Unidos (R&B Digital Songs Sales) (Billboard) | 23             |
| França (SNEP)                                        | 198            |

## Faixas e formatos
| Download Digital |                    |         |  |
| N.º              | Título             | Duração |  |
| 1.               | "28 Thousand Days" | 3:21    |  |

## Histórico de lançamento
| País  | Data                | Formato          | Gravadora       |
| ----- | ------------------- | ---------------- | --------------- |
| Mundo | 31 de Julho de 2015 | Download digital | Sony Music, RCA |
| Mundo | 31 de Julho de 2015 | Streaming        | Sony Music, RCA |